# Hydrodendron gardineri
Hydrodendron gardineri är en nässeldjursart som först beskrevs av William Robert Jarvis 1922.  Hydrodendron gardineri ingår i släktet Hydrodendron och familjen Haleciidae. Inga underarter finns listade i Catalogue of Life.